# Zarra (Valencia)
Zarra es un municipio de la Comunidad Valenciana, España. Perteneciente a la provincia de Valencia, situado en la comarca del Valle de Ayora-Cofrentes. Cuenta con una población de 386 habitantes (INE 2024). Se trata de un municipio castellanohablante, en el que el castellano cuenta con el predominio lingüístico reconocido legalmente.

## Geografía
Integrado en la comarca de Valle de Ayora, se sitúa a 124 kilómetros de la capital valenciana. El término municipal está atravesado por la carretera nacional N-330 en el pK 118 y por la carretera autonómica CV-445, que conecta con Teresa de Cofrentes.
El relieve es bastante montañoso, especialmente en la parte central del término, en donde a ambos lados del río Zarra se levantan la sierra de las Atalayas al norte (985 m) y el cerro Gordo al sur (869 m). En la parte occidental aparecen algunos llanos que recuerdan a las planicies manchegas, mientras que en el lado opuesto, a la altura de la capital municipal, el valle del río se ensancha y da lugar a algunas huertas que se riegan con el agua que la Acequia Madre extrae por el azud de los Molinos y que luego regará una mayor extensión en el término de Teresa de Cofrentes.
La altitud oscila entre los 985 m (pico Atalayas) y los 511 m en el valle del río Zarra. El pueblo se alza a 605 m sobre el nivel del mar.
El clima es de tipo mediterráneo.
La vegetación clímax corresponde al encinar, pero apenas quedan algunas carrascas en su parte más occidental. En los montes hay pinos, sabinas, romeros y aliagas, si bien la deforestación es bastante acusada.
| Noroeste: Jarafuel | Norte: Jarafuel | Noreste: Teresa de Cofrentes |
| Oeste: Ayora       |                 | Este: Teresa de Cofrentes    |
| Suroeste: Ayora    | Sur: Ayora      | Sureste: Ayora               |

## Historia
La etimología del topónimo Zarra es con mucha probabilidad de origen vasco (topónimo procedente de la repoblación castellano-aragonesa de cristianos viejos) y significaría "Antiguo" en contraposición con el topónimo Zara de origen árabe que hubiera sido la evolución de Al-Zahara y significaría "La flor". La primera gobernación del valle tras la Reconquista se establece en Zarra, dato conocido en el Ayuntamiento de la localidad, fue la población donde se establecieron los primeros cristianos viejos llegados de Castilla, Navarra y Aragón.
Está acreditada la existencia de población musulmana en toda la comarca del Valle de Ayora-Cofrentes hasta la llamada Expulsión de los moriscos. Son escasos los datos que poseemos de su poblamiento antiguo en este término municipal, siendo vagas todas las noticias que se conocen. En la Cueva Valle existen restos prehistóricos, posiblemente eneolíticos a juzgar por media punta de flecha de sílex allí encontrada. También hay noticia, según Sarthou Carreres, de haberse descubierto varias lápidas romanas y árabes en su territorio.

## Demografía
Zarra (Valencia) cuenta con una población de 386 habitantes (INE 2024).
| Gráfica de evolución demográfica de Zarra entre 1842 y 2021                                                         |
| |
| Población de derecho según los censos de población del INE Población de hecho según los censos de población del INE |

## Economía
Su economía es básicamente agraria. La superficie cultivada supone el 24,5 % de la total del término. Dentro del regadío encontramos melocotones, manzanas, higos, cerezas, etc., maíz, alfalfa y hortalizas. En las riberas de las acequias y en algunos deslindes de los campos crece con profusión el almez que es empleado para la fabricación de horcas y garrotes por una pequeña industria local. En secano se encuentran cereales, almendros y la vid; el resto queda en barbecho. El sector ganadero cuenta con cabezas de ganado lanar, algunas granjas avícolas y de porcino, y más de 200 colmenas. La industria se reduce a un taller de tipo familiar, en donde se fabrican horcas y garrotes, habiendo desaparecido la industria manufacturera que existía durante los siglos XVIII y XIX.

## Monumentos y lugares de interés
- Iglesia parroquial de Santa Ana (siglo XVIII). Torre campanario exenta (año 1880).
- La Hoz (Barranco el Agua).
- Cuenca del río Zarra.
- Cerrico del Tesoro.
- Cerro Gordo y Presa de los Comunes. Zona de acampada libre.

Ruta de la hoz (Ruta de senderismo de unos 13 km aproximadamente).
Ruta del arte compuesta por los cuadros más populares de la historia, están repartidos por el pueblo en forma de lona en las fachadas de las casas de los vecinos.

## Administración y política
| Periodo   | Nombre                  | Partido                                |
| --------- | ----------------------- | -------------------------------------- |
| 1979-1983 | Juan José Rubio Navarro | PSPV-PSOE                              |
| 1983-1987 | Juan José Rubio Navarro | PSPV-PSOE                              |
| 1987-1991 | Juan José Rubio Navarro | PSPV-PSOE                              |
| 1991-1995 | Juan José Rubio Navarro | PSPV-PSOE                              |
| 1995-1999 | Juan José Rubio Navarro | PSPV-PSOE                              |
| 1999-2003 | Juan José Rubio Navarro | PSPV-PSOE                              |
| 2003-2007 | Juan José Rubio Navarro | PSPV-PSOE                              |
| 2007-2011 | Juan José Rubio Navarro | AEPZ-Agrupación de electores por Zarra |
| 2011-2015 | Juan José Rubio Navarro | AEPZ-Agrupación de electores por Zarra |
| 2015-2019 | Juan José Rubio Navarro | AEPZ-Agrupación de electores por Zarra |
| 2019-2023 | Ángel Pérez Boluda      | PSPV-PSOE                              |
| 2023-act. | Rafael Martínez         | PSPV-PSOE                              |

### Almacén nuclear
El 17 de septiembre de 2010, el Ministerio de Industria colocó como candidato mejor valorado para albergar el ATC en esta localidad valenciana. Pero, tras la rueda de prensa de la Vicepresidenta del Gobierno, ésta anunció que la decisión se tomaría cuando terminaran de elaborar otros informes. Según las plataformas ecologistas y anti-ATC, el sitio es inadecuado por ser una zona sísmica, aunque de baja intensidad entre las catalogadas en España. El proyecto no dispone aun de un estudio de impacto ambiental ni de un estudio sobre medidas de seguridad del cementerio nuclear.
Las Cortes Valencianas se han manifestado pública y oficialmente, en repetidas ocasiones, en contra de la instalación del cementerio nuclear en Zarra,
El alcalde de la localidad que solicitó la instalación del ATC en el municipio, obtuvo mayoría absoluta en las elecciones locales del 22 de mayo de 2011, presentándose como Agrupación de electores por Zarra y tras abandonar el PSPV-PSOE, consiguiendo incluso una mayoría más amplia que en las elecciones de 2007. En su programa electoral defendía el proyecto de construcción del ATC.
El Presidente de la Junta de Comunidades de Castilla-La Mancha se ha mostrado en contra de que se construya el cementerio nuclear en Zarra. La teniente alcalde del Ayuntamiento, Pilar Villar, consideró que la central nuclear de Cofrentes supone mayor riesgo para el municipio que los residuos.

## Cultura

### Fiestas
Celebra sus fiestas en enero en honor a San Antonio Abad y al Niño Jesús.
También la fiesta de Santa Ana en julio y las fiestas de los toros en julio/agosto.
Feria de la matanza; a finales de octubre se puede disfrutar de una feria gastronómica donde se podrá comer los platos típicos de la tierra y diferentes actividades para todo tipo de público, incluyendo la representación de cómo se hacían las matanzas del cerdo antiguamente.

### Gastronomía
Los platos típicos de la localidad se relacionan con la gastronomía manchega. Destacan los gazpachos manchegos, la gachamiga y el potaje.